# كريستوفر أندرسن (صحفي)
كريستوفر أندرسن (بالإنجليزية: Christopher Andersen)‏ هو صحفي أمريكي، ولد في 26 مايو 1949 في الولايات المتحدة.

## وصلات خارجية
- كريستوفر أندرسن على موقع IMDb (الإنجليزية)